# Пришествие
„Пришествие“ е български игрален филм (фантастичен, драма) от 1981 година на режисьора Иванка Гръбчева, по сценарий на Димитър Делян (по мотиви от едноименния му роман). Оператор е Яцек Тодоров. Музиката във филма е композирана от Кирил Цибулка.

## Сюжет
В малък град се появява НЛО (неидентифициран летящ обект). Единственият свидетел на необичайното явление е немият Бора, който живее сам в планината. Пламва дискусия – истина ли е или не? Астрономът Чернев, инженер Боев, лаборантът, ръководителят Дъбевски спорят. Все излага своите аргументи „за“ и „против“. Но всъщност всеки от тях е един малък космос – стига да се вникне в мислите им и да се надникне в душата им.

## Актьорски състав
- Васил Михайлов – Чернев
- Мария Статулова – Мария
- Николай Томов – Инженер Боев
- Никола Чиприянов – Бора
- Стойчо Мазгалов
- Вълчо Камарашев - Стальо
- Георги Георгиев – Гец
- Васил Димитров
- Стойно Добрев
- Йордан Спасов – поп Рашо
- Веселин Вълков
- Найчо Петров
- Евгения Баракова – съпругата на Чернев
- Светозар Неделчев
- Мария Ганчева
- Нешо Караджийски
- Аспарух Сариев
- Петър Гетов
- Кирил Върбанов
- Койчо Койчев
- Христо Христов